# (376029) Blahová
(376029) Blahová est un astéroïde de la ceinture principale.

## Description
(376029) Blahová est un astéroïde de la ceinture principale. Il fut découvert le 12 février 2010 à Mayhill par Stefan Kürti. Il présente une orbite caractérisée par un demi-grand axe de 3,17 UA, une excentricité de 0,22 et une inclinaison de 14,7° par rapport à l'écliptique.

## Compléments